# Michael Hintze
Michael Hintze, Barón Hintze (Harbin, China, 27 de julio de 1953) es un empresario, inversionista, ingeniero, filántropo y donante del Partido Conservador británico-australiano.
En la lista de los multimillonarios del mundo de la revista Forbes de 2020, Hintze ocupa el puesto 712 entre las personas más ricas del mundo, con un patrimonio neto de aproximadamente 3.000 millones de dólares.

## Primeros años y educación
Hintze nació en Harbin, China, el 27 de julio de 1953. Sus abuelos habían huido de Rusia luego de la revolución bolchevique de 1917. Cuando Mao Zedong y el Partido Comunista asumen el poder de China, la familia Hintze se instala en Australia.
Criado por su madre en Sídney, fue educado en St Leo's Catholic College, en Wahroonga. Luego, estudió en la Universidad de Sídney, donde obtuvo una licenciatura en física en 1975 y un título de bachiller en ingeniería en 1977, residiendo en la Universidad de San Juan (parte de la Universidad de Sídney). También tiene una maestría en acústica de la Universidad de Nueva Gales del Sur, un Máster en Negocios de la Escuela de Negocios de Harvard, un Doctorado Honorario en Negocios de la Universidad de Nueva Gales del Sur y un título Honoris Causa de la Universidad de Sídney.
Al graduarse, se unió al Ejército de Australia durante tres años, alcanzando el rango de capitán. Después de eso, trabajó como ingeniero de diseño eléctrico para Civil and Civic Pty Ltd. en Australia.

## Carrera
Tras trasladarse a Nueva York para formarse en servicios financieros, trabajó para Salomon Brothers como comerciante de renta fija y en Credit Suisse First Boston. Luego se trasladó a Londres con ellos. Se incorporó a Goldman Sachs, donde su último puesto fue codirector del producto de acciones del Reino Unido. Dejó la firma en 1995.

### CQS
En 1999 lanzó su propia empresa de gestión de activos, CQS. Hintze ocupó el puesto número 5 en la lista de los más influyentes del Financial News en la categoría de fondos de cobertura. CQS Asset Management, que ha sido descrita como "uno de los principales actores del mercado crediticio del mundo", tiene activos bajo su administración reportados en 11 mil millones de dólares. El CQS Directional Opportunities Fund, administrado por Hintze, ocupó el tercer lugar en la lista de Bloomberg de los 100 grandes fondos de cobertura de alto rendimiento para 2012.
En 2013, el CQS de Hintze recibió premios como "Mejor administrador de fondos de cobertura general", "Mejor administrador de fondos de cobertura en crédito" y "Mejor administrador de fondos de cobertura múltiple" en los premios Financial News Awards a la excelencia en la gestión de fondos de cobertura institucional. Se informó que CQS estaba en el lado opuesto del infame comercio de JPMorgan por Bruno Iksil, apodado London Whale, en el que JPMorgan perdió aproximadamente 2 mil millones de dólares. Se desconocen las ganancias totales de CQS.
En 2018, se informó que el fondo principal de CQS aumentó en un 30%.
En un artículo de marzo de 2018 publicado en Barrons, Michael Hintze afirmó que «toda crisis es una oportunidad comercial».
En diciembre de 2019, Barrons informó que "el fondo de aproximadamente $ 19 mil millones considera que el próximo año traerá más oportunidades de inversión entre las empresas en dificultades, es decir, aquellas que están en incumplimiento, reestructuración o en riesgo de cualquier evento. Sus llamamientos a dos sectores específicos, los centros comerciales y el sector energético, son especialmente notables porque son contrarios".

### Citas profesionales
Hintze ha sido elegido para sentarse en una serie de juntas y paneles gubernamentales. Fue designado por el Tesoro de Australia para formar parte de un Panel Asesor Internacional de cuatro personas para apoyar la Investigación de Sistemas Financieros (FSI), que se centra en cuestiones que afectan la economía de Australia, como el cambio tecnológico, la competitividad global de Australia y los marcos regulatorios offshore.
Hintze fue nombrado por el Papa Francisco a la junta del Banco del Vaticano (oficialmente conocido como el Instituto para las Obras de Religión). Según ValueWalk, "la incorporación de Hintze se considera un significativo positivo para el Vaticano" debido al hecho de que es un "gerente serio con una visión profunda de una amplia gama de asuntos financieros internacionales".
En el Reino Unido, Hintze también fue designado para participar en la Revisión de mercados justos y efectivos, una revisión conjunta del Tesoro, el Banco de Inglaterra y la Autoridad de Conducta Financiera (FCA) centrada en elevar los estándares de conducta en el sistema financiero. También forma parte del Comité de Finanzas y Auditoría del Ducado de Cornwall.

## Agricultura
En 2007, Hintze estableció MH Premium Farms (MHPF), un grupo de empresas agrícolas con sede principalmente en Australia. A partir de 2017, MHPF poseía más de veinte propiedades en el este de Australia, cubriendo un área total de más de 70.000 hectáreas. Las propiedades ofrecen una amplia cartera que incluye: corderos gordos, lana y ganado; cultivo amplio de cereales y semillas oleaginosas; algodón de regadío y azúcar.
Los procesos agrícolas sostenibles y la responsabilidad ambiental son aspectos fundamentales del enfoque de MHPF.

## Filantropía
Con su esposa Dorothy, Hintze estableció la Fundación Caritativa Familiar Hintze. En el área de la cultura y las artes, las donaciones notables incluyen permitir la restauración de los frescos de Miguel Ángel en la Capilla Paulina en el Vaticano, y en 2014 la donación de 5 millones de libras al Museo de Historia Natural de Londres. La donación al Museo de Historia Natural es la mayor donación individual recibida por el museo en 133 años (es decir, desde 1881 cuando el Museo abrió al público por primera vez). La donación se utilizará en parte para financiar programas de estudio de problemas que amenazan la biodiversidad de la Tierra, como el mantenimiento de ecosistemas delicados y los impactos de la contaminación ambiental, así como la batalla contra enfermedades como la malaria. Desde entonces, el Salón Central del museo ha pasado a llamarse 'Salón Hintze'.
Los proyectos en cultura y arte también han permitido la remodelación de las Galerías de Escultura del Museo de Victoria y Alberto (V&A), llamadas las Galerías Dorothy y Michael Hintze, y han incluido el patrocinio de una exhibición icónica de Tapices de Rafael de la Capilla Sixtina en el V&A, y una donación de 2 millones de libras a la Galería Nacional. La donación a la Galería Nacional se ha utilizado en parte para financiar la remodelación, incluida la instalación de nueva tecnología para reducir los costos de funcionamiento y la huella de carbono de la galería. También se ha brindado apoyo al Museo Británico y la Galería Nacional de Retratos. La Hintze Family Charitable Foundation también figura como Donante Benefactor de Vida del National Theatre. A través de CQS y la Hintze Family Charitable Foundation, se proporcionó fondos para crear un 'teatro en la ronda' en el Old Vic en Londres, entre otro apoyo significativo. También acudió en ayuda del Museo Wandsworth, que se enfrentaba a un cierre inminente al ofrecer un paquete de rescate de 2 millones de libras.
En el área de la salud, copresidió la campaña Trinity Hospice de Clapham para un nuevo centro para pacientes hospitalizados que ya se ha completado. Hintze dio una donación de 1 millón de dólares al Centro Charles Perkins de la Universidad de Sídney, que se enfoca en convertir la investigación médica en tratamientos viables. También ha brindado apoyo al Hospital de Niños Evelina.
Su apoyo a las fuerzas armadas ha incluido donaciones a The Royal Navy & Royal Marines Charity. Entre otras iniciativas, esto ha incluido la provisión de fondos para apoyar al personal de servicio y sus familias. También ha brindado apoyo a Black Stork Charity para ayudar a construir uno de los centros más avanzados para la rehabilitación de personal militar herido en el mundo.
En educación, entre las principales donaciones, estableció la cátedra de Seguridad Internacional en la Universidad de Sídney y apoyó al Centro de Estudios Astrofísicos de la Universidad de Oxford, donde se estableció la Conferencia Anual Hintze.
Se brindó financiación para la construcción de un ala residencial en el St. John's College de la Universidad de Sídney, que se denominó Edificio Hintze. Hintze también ha donado 1 millón de dólares a la Universidad de Nueva Gales del Sur (UNSW)para una nueva sala de conferencias. La donación se hizo en honor a su padre, Michael Hintze, quien también fue alumno de la UNSW. También se han hecho donaciones a la Universidad de Harvard (10 millones de dólares) y la Universidad de Princeton, donde se estableció una Cátedra de Artes con el apellido de soltera de su esposa (Dorothy Krauklis).
The Guardian informó que Hintze es un donante de la Global Warming Policy Foundation.

### Cargos ocupados y reconocimientos
Hintze actualmente se desempeña como fideicomisario de la Galería Nacional de Retratos, el Instituto de Asuntos Económicos, el Fideicomiso de la Universidad de Sídney, como miembro de la Junta de Asesores del Decano de la Escuela de Negocios de Harvard y como vicepresidente senior de la Royal Navy & Royal Marines Charity. Anteriormente fue presidente de la Prince's Foundation for Building Community.
Hintze fue anteriormente administrador de la Galería Nacional, donde ayudó a obtener Diana y Acteón de Tiziano. Inicialmente fue nombrado miembro de la Junta de Fideicomisarios de la Galería Nacional por el entonces primer ministro del Partido Laborista, Gordon Brown, en 2008. Más tarde fue reelegido por el primer ministro del Partido Conservador, David Cameron.
En reconocimiento a sus contribuciones caritativas en apoyo de las artes, Hintze y su esposa Dorothy recibieron la Medalla Príncipe de Gales para la Filantropía en las Artes en 2009.
Hintze fue invitado al Tribunal de Benefactores del Canciller por su apoyo a la Universidad de Oxford.
Fue incluido en la Lista 500 de Debrett de 2017, en reconocimiento a sus considerables contribuciones filantrópicas en el Reino Unido. También fue incluido en la lista "Progress 1000" de Evening Standard de "las personas más influyentes de Londres", citando sus contribuciones filantrópicas y su éxito comercial.

### Donaciones al Partido Conservador
En 2006, en el momento de las acusaciones de Cash for Peerages sobre el Partido Laborista, Hintze reveló voluntariamente que era uno de los patrocinadores previamente anónimos que habían hecho préstamos al Partido Conservador. En 2011, sus conocidos préstamos y donaciones al partido totalizaron alrededor de 4 millones de libras. En los cinco meses hasta septiembre de 2011 donó 31.000 libras esterlinas, lo suficiente para otorgarle la membresía del Grupo de Tesoreros Conservadores, el segundo peldaño más alto en la escala de donantes del partido, que permite a sus miembros acceder a figuras conservadoras de alto nivel a través de una serie de almuerzos, recepciones y lanzamientos de campañas.
Cuando el Partido Conservador se opuso, Hintze reveló que había donado a George Osborne, David Willetts, Liam Fox, Theresa May, David Davis, Adam Holloway y Boris Johnson. Además, CQS hizo donaciones no monetarias a William Hague, Liam Fox y George Osborne. En marzo de 2008, Hintze pagó un jet privado para transportar a Cameron y Osborne desde Newcastle a Biggin Hill después de la conferencia del Partido Conservador. En mayo de 2008, David Cameron declaró una donación de Hintze al Partido Conservador que se utilizó para pagar las recepciones de bebidas de los parlamentarios conservadores y sus socios.
En octubre de 2011, se reveló que Adam Werritty, un amigo cercano y socio comercial del entonces Secretario de Estado de Defensa, Liam Fox, recibió un escritorio gratuito de Hintze en la base de CQS en Londres como parte de su donación de £29,000 a la organización benéfica de Fox The Atlantic Bridge. Hintze también suministró un jet privado para que Fox y Werritty volaran de Estados Unidos a Londres en mayo de 2011. Estas revelaciones llevaron a la renuncia de Liam Fox (quien era entonces Secretario de Estado de Defensa) y al despido del entonces asesor de caridad de Hintze, Oliver Hylton.
Durante la campaña de las elecciones generales del Reino Unido de 2019, Hintze donó 341.225 libras esterlinas al Partido Conservador.

## Honores
En 2005, Hintze fue nombrado Caballero Comendador de la Orden de San Gregorio Magno (KCSG) por Benedicto XVI, y más tarde fue elevado a Caballero Gran Cruz (GCSG) de la misma Orden.
En enero de 2013, Hintze fue nombrado Miembro de la Orden de Australia (AM) por su "importante servicio a la comunidad a través de contribuciones filantrópicas a organizaciones que apoyan las artes, la salud y la educación".
Fue nombrado Caballero en los Honores de cumpleaños de 2013 del Reino Unido por sus servicios a las artes. Recibió su galardón el 23 de octubre de 2013 por el Príncipe de Gales en el Palacio de Buckingham.
El 14 de octubre de 2022 se anunció que, como parte de los Honores Especiales de 2022, Hintze sería nombrado par vitalicio. El 3 de noviembre de 2022, fue creado barón Hintze, de Dunster en el condado de Somerset.

## Vida personal
El 14 de julio de 1984, contrajo matrimonio en la capilla de la Universidad de Princeton con Dorothy Elaine Krauklis, una estadounidense que conoció en Harvard. El matrimonio tiene cuatro hijos. Hintze es un católico devoto.